# Correction des eaux du Jura
Vous lisez un « bon article » labellisé en 2008.
Pour les articles homonymes, voir CEJ.

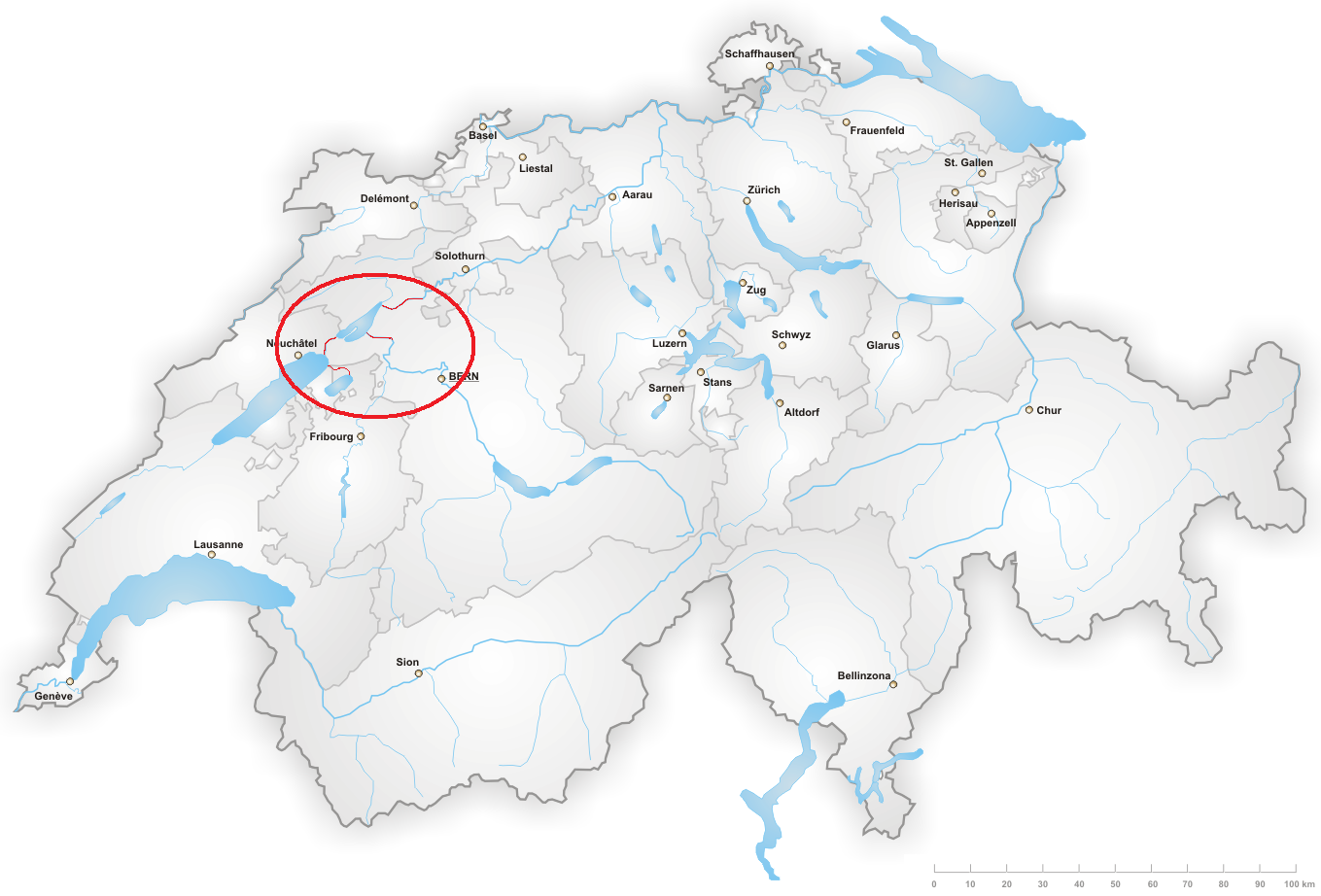
Localisation de la région : en rouge les canaux créés dans le cadre de la correction.

La correction des eaux du Jura (CEJ) est une vaste entreprise d'aménagements hydrauliques réalisée en Suisse dans la région des trois lacs de Neuchâtel, Morat et Bienne. Ces aménagements comprennent des opérations de curage, d'assainissement et de détournement de cours d'eau. Les travaux ont eu lieu en trois phases successives au cours des XIXe et XXe siècles.
La correction a permis de réguler l'hydrologie de la région des trois lacs. Elle limite le risque d'inondation et protège en particulier la région des crues de l'Aar. Elle a également libéré des terres en participant à l'assèchement de la zone marécageuse située entre ces lacs, et a favorisé ainsi l'accessibilité des sites palafittiques dans la région des Trois-Lacs, entraînant de nombreuses découvertes archéologiques. Elle est aussi l'occasion d'un intérêt renouvelé pour le site de la Tène, qui a donné son nom au second âge du fer européen.
De nombreux cours d'eau ont été aménagés en Suisse : le Rhône a subi plusieurs corrections depuis le XIXe siècle et de tels travaux sont toujours d'actualité. Mais la correction des eaux du Jura reste la plus grande entreprise d'aménagement fluvial jamais réalisée en Suisse.

## Géographie

Situation hydrologique de la zone avant les travaux de correction.

Située sur le Plateau suisse, au pied du massif du Jura, la région des trois lacs fait partie du bassin versant du Rhin, l'ensemble des cours d'eau de la région se jetant dans l'Aar, affluent du Rhin.
Avant les travaux entrepris en 1868, l'Aar n'alimentait pas le lac de Bienne mais se divisait en plusieurs branches à partir d'Aarberg pour rejoindre la Thielle, émissaire du lac, près de Büren an der Aare. En fonction des conditions météorologiques et hydrologiques, les dépôts alluvionnaires ainsi que des objets charriés par le courant pouvaient former des barrages sur le cours de l'Aar, engendrant une montée des eaux en amont.
La zone concernée par la correction des eaux du Jura s'étend sur environ 100 km entre La Sarraz et Luterbach, sur le territoire des actuels cantons de Vaud, Fribourg, Neuchâtel, Soleure et Berne.

## Histoire

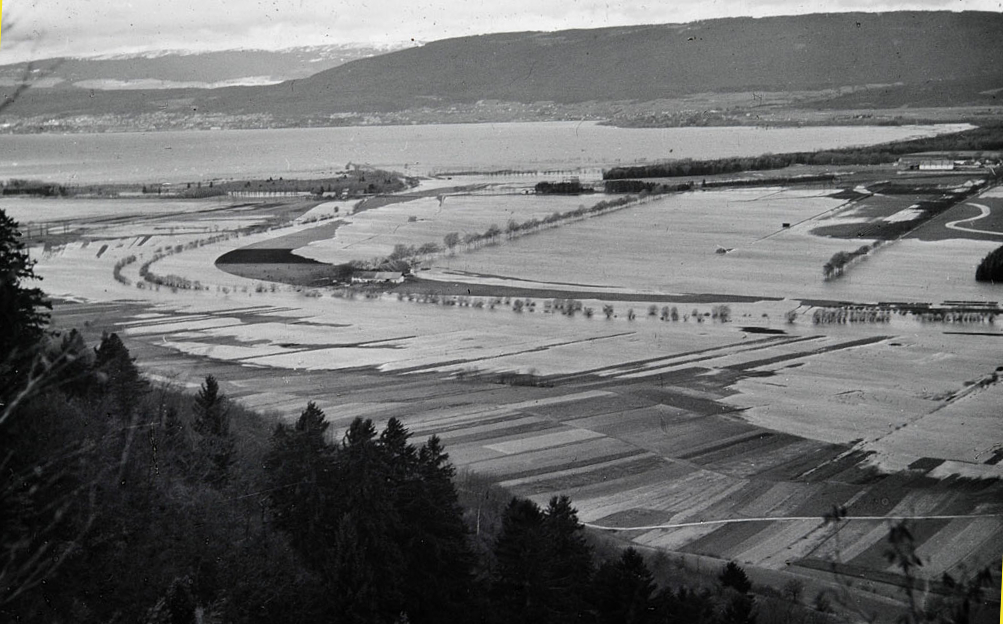
Inondations du Grand-Marais.

Situation hydrologique de la zone avant les travaux de correction. Les trois lacs apparaissent en bleu, les zones inondables en bleu clair.

Des recherches archéologiques ont montré que, depuis l'âge du bronze, le niveau des lacs et des rivières est monté de plusieurs mètres, devenant une menace pour la population dès 1500. De leur côté, dès le XVe siècle, les chroniques relatent des crues et des inondations régulières dans la région marécageuse du Seeland. Il est même arrivé que les trois lacs s'étendent au point de n'en former plus qu'un. En 1651, l'Aar déborde en amont de Soleure et forme un « grand lac de Soleure », depuis cette ville jusqu'aux trois lacs réunis. Selon Johann Rudolf Schneider, cette inondation marque le niveau record des temps historiques.
Ces inondations ont eu de nombreuses conséquences sur les populations locales : dès la seconde moitié du XVIe siècle, lorsque les premières plaintes sont enregistrées, l'appauvrissement des récoltes et le risque élevé d'épidémies de malaria poussent les habitants à abandonner leurs villages. Il n'est pas anodin que l'initiateur du projet de correction des eaux du Jura soit Johann Rudolf Schneider, médecin de son état. Au cours des XVIIIe et XIXe siècles, la recrudescence des crues que connaît l'ensemble du bassin hydrographique suisse contribue à l'aggravation de la situation, forçant les autorités à prendre des décisions afin de lutter contre les inondations. Plusieurs projets sont alors lancés et des mesures prises, en particulier la suppression de différents ouvrages situés sur le cours de la Thielle à Brügg en 1674.
En 1707, un plan de la Thielle, du lac de Bienne jusqu'à sa jonction avec l'Aar, est dressé par Samuel Bodmer, un lieutenant d'artillerie et géomètre bernois. Dans cet ouvrage, celui-ci propose la réduction du cours de la rivière par la coupure d'un méandre. En 1749, Antoni Benjamin Tillier, premier fonctionnaire engagé par la Confédération pour ne s'occuper que de l'aménagement des rivières, fait curer le lit de la Thielle à Nidau et à Brügg.
Plus tard, deux inondations en 1831 et 1832 provoquent la création d'un comité d'initiative à Nidau. Au milieu des années 1830, ce comité présidé par Johann Rudolf Schneider travaille sur un projet de détournement de l'Aar dans le lac de Bienne et charge de cette mission, en 1840, l'ingénieur en chef du canton des Grisons, Richard La Nicca.

### Projet de Richard La Nicca

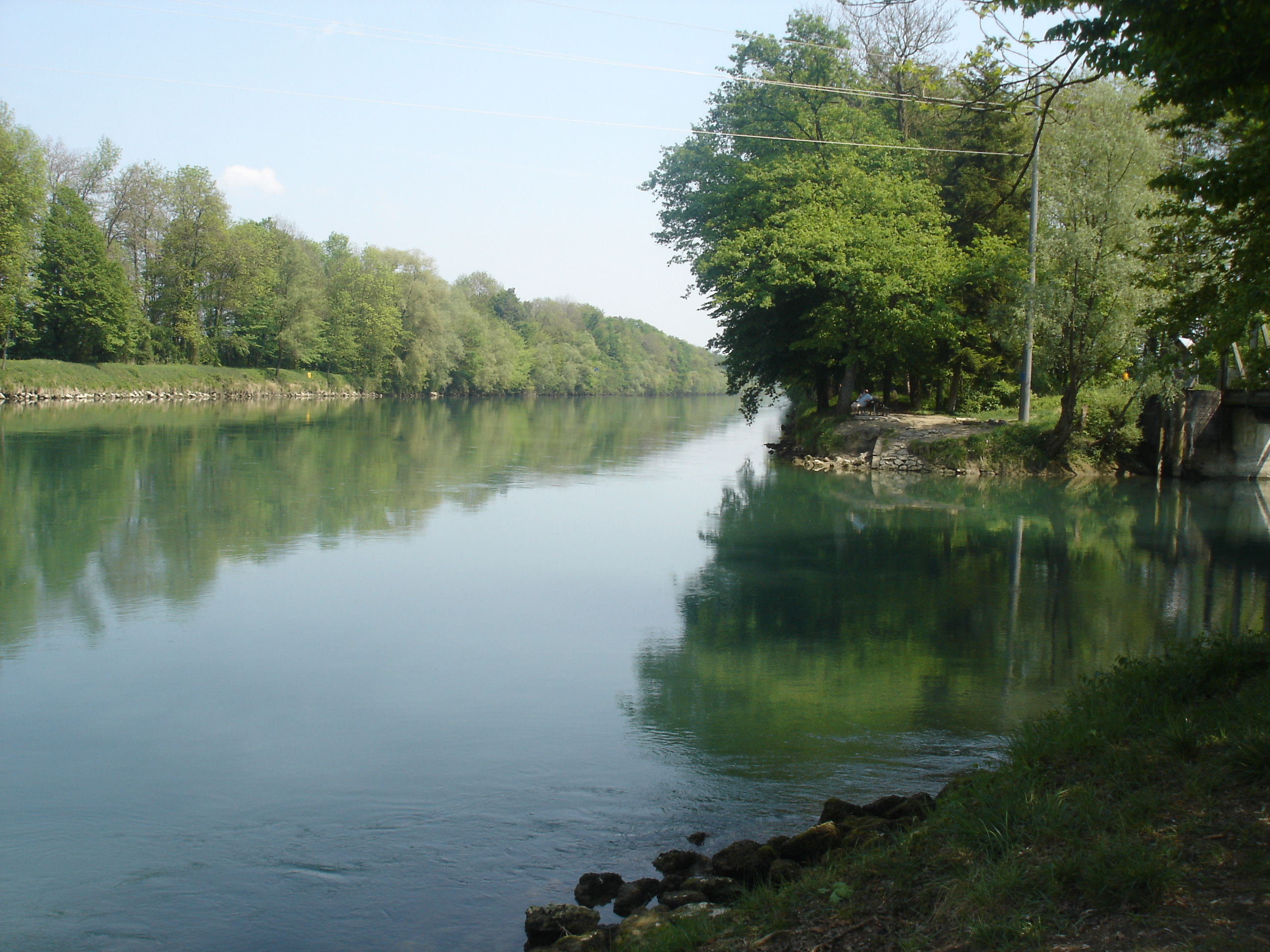
Vue du canal de Hagneck en 2007.

Deux ans plus tard, en 1842, Richard La Nicca présente son Rapport assorti de propositions en vue de corriger les eaux du Jura. Celui-ci préconise la réalisation de différents travaux, à savoir le détournement de l'Aar d'Aarberg au lac de Bienne par le canal de Hagneck, celui de l'Aar augmentée de la Thielle à la sortie du lac de Bienne par le canal de Nidau-Büren ; la correction de la Broye entre les lacs de Morat et de Neuchâtel (canal de la Broye), de la Thielle entre les lacs de Neuchâtel et de Bienne (canal de la Thielle) et de l'Aar de Büren à l'embouchure de l'Emme à Luterbach. Enfin, le projet prévoit également l'assainissement des marécages dans le Grand Marais et les zones avoisinantes.
Son projet final, qui est par la suite mis en œuvre sous le nom de « première correction des eaux du Jura », est soumis aux autorités en 1852 : les différentes opérations sont classées en trois catégories :
- catégorie 1 : curages locaux des rivières émissaires des lacs et de l'embouchure de la Thielle dans l'Aar à Meienried, en amont de Büren ;
- catégorie 2 : travaux de plus grande ampleur sur la Thielle et sur l'Aar, de manière à déplacer vers l'aval la confluence de la Thielle et de l'Aar et ainsi à rendre le niveau du lac de Bienne moins dépendant des objets charriés par l'Aar ;
- catégorie 3 : détournement de l'Aar, soit dans le lac de Bienne, soit dans le lac de Neuchâtel, afin d'y déposer les débris qu'elle charrie.

### Première correction (1868-1878)

Les quatre canaux créés apparaissent en rouge :
1 : canal de la Thielle ;
2 : canal de la Broye ;
3 : canal de Hagneck ;
4 : canal de Nidau-Büren.
Les petits canaux d'assainissement sont en bleu foncé.

Un arrêté fédéral, pris en 1867, prescrit la réalisation du projet de Richard La Nicca en tant qu'œuvre commune de la Confédération et des cantons de Vaud, Neuchâtel, Fribourg, Berne et Soleure. Dans un premier temps, seuls certains travaux de la première catégorie sont entrepris. Des travaux plus lourds (catégorie 2 ou 3) ne sont alors pas réalisables faute de moyens financiers, de vision politique et de connaissances techniques. Cette décision est accompagnée d'un crédit de cinq millions de francs pour accomplir une première tranche de travaux.
Les travaux débutent en 1868, soit 28 ans après les premiers débats des travaux du comité. Selon l'arrêté fédéral de 1867, la Confédération devait assumer la surveillance des travaux ; les autorités délèguent finalement cette charge à Richard La Nicca et William Fraisse dont les tâches consistent à superviser les chantiers et en rendre compte aux responsables politiques.
Pour les travaux de la première correction, deux corrections sont distinguées, l'inférieure et la supérieure : la « correction inférieure » regroupe la déviation de l'Aar et ses travaux associés autour du lac de Bienne ; la « correction supérieure » regroupe les travaux en amont de la Thielle (lacs de Neuchâtel et Morat). La « correction inférieure » est aussi appelée « correction bernoise » car les travaux concernant les zones en aval de Büren ayant été repoussés à des dates indéterminées, la « correction inférieure » ne concernait plus que le territoire bernois.

#### Correction inférieure dite bernoise

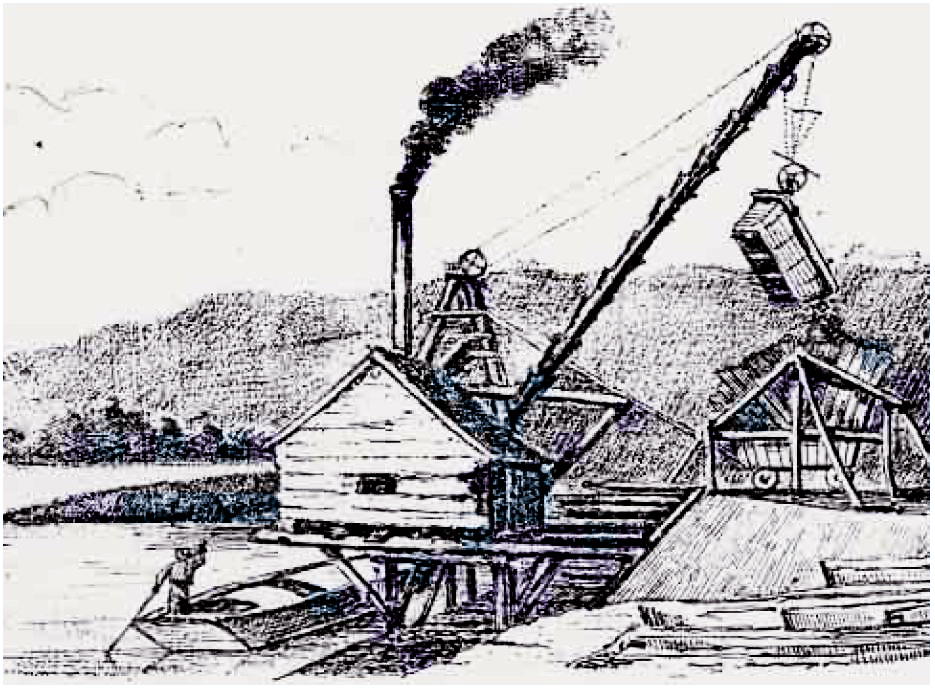
Travaux lors du percement du canal de Nidau-Büren.

Les travaux de déviation de la Kander ont montré qu'il est nécessaire d'élargir et d'aménager le cours de la rivière émissaire d'un lac avant d'augmenter le débit entrant dans celui-ci. En effet, au cours de ces travaux, la Kander fut déviée dans le lac de Thoune sans que le cours de l'Aar à la sortie de ce lac ne soit aménagé en conséquence, ce qui provoqua des inondations à Thoune, ville située sur le cours de l'Aar à la sortie du lac. Cet épisode servit de leçon aux travaux hydrologiques en Suisse. Dans le cas du lac de Bienne, l'augmentation du débit entrant due à l'Aar a été estimée à 290 %.
La correction bernoise commence par la construction du canal de Nidau-Büren, canal émissaire du lac de Bienne, afin d'augmenter la capacité d'évacuation de ce lac. Peu de temps après le début des travaux du canal, le niveau du lac de Bienne diminuant, les travaux situés en amont de ce lac commencèrent. En 1873, le creusement du canal de Hagneck débuta. La principale difficulté de ces travaux fut la traversée des collines de Seerücken, passage long de 900 m et profond de 34 m qui nécessita l'excavation d'un million de m3 de matériaux.
Un vaste réseau de petits canaux de drainage fut aussi creusé afin d'assainir tous les marais situés entre les lacs. Ces travaux sont appelés « correction intérieure ».

#### Correction supérieure
Les travaux de la correction supérieure ont consisté en l'aménagement des cours d'eau reliant les trois lacs. L'ingénieur en chef dirigeant cette partie des travaux est le Neuchâtelois Henri Ladame. Les travaux débutent en 1874 par le creusement du canal de la Broye entre les lacs de Morat et Neuchâtel. La Broye est une rivière du plateau suisse, elle alimente le lac de Morat puis coule de ce lac dans celui de Neuchâtel, où elle rejoint la Thielle. Le canal de la Broye est en fait l'aménagement et la rectification du cours de la Broye entre ces deux lacs. En 1875, ce sont les travaux du canal de la Thielle qui commencent, canal reliant les lacs de Neuchâtel et Bienne. La Thielle est la rivière alimentant le lac de Neuchâtel, rejoignant ensuite le lac de Bienne. Avant la correction des eaux du Jura, elle devenait un affluent de l'Aar en aval du lac de Bienne. Depuis, la confluence a lieu dans ce lac. De même que pour celui de la Broye, les travaux de creusement du canal de la Thielle sont en fait un élargissement et une rectification du cours. Les travaux de ces deux canaux ont permis de faire disparaître des méandres, présents sur les anciens cours des deux rivières et de donner aux lacs un niveau commun.

#### Résultats et conséquences

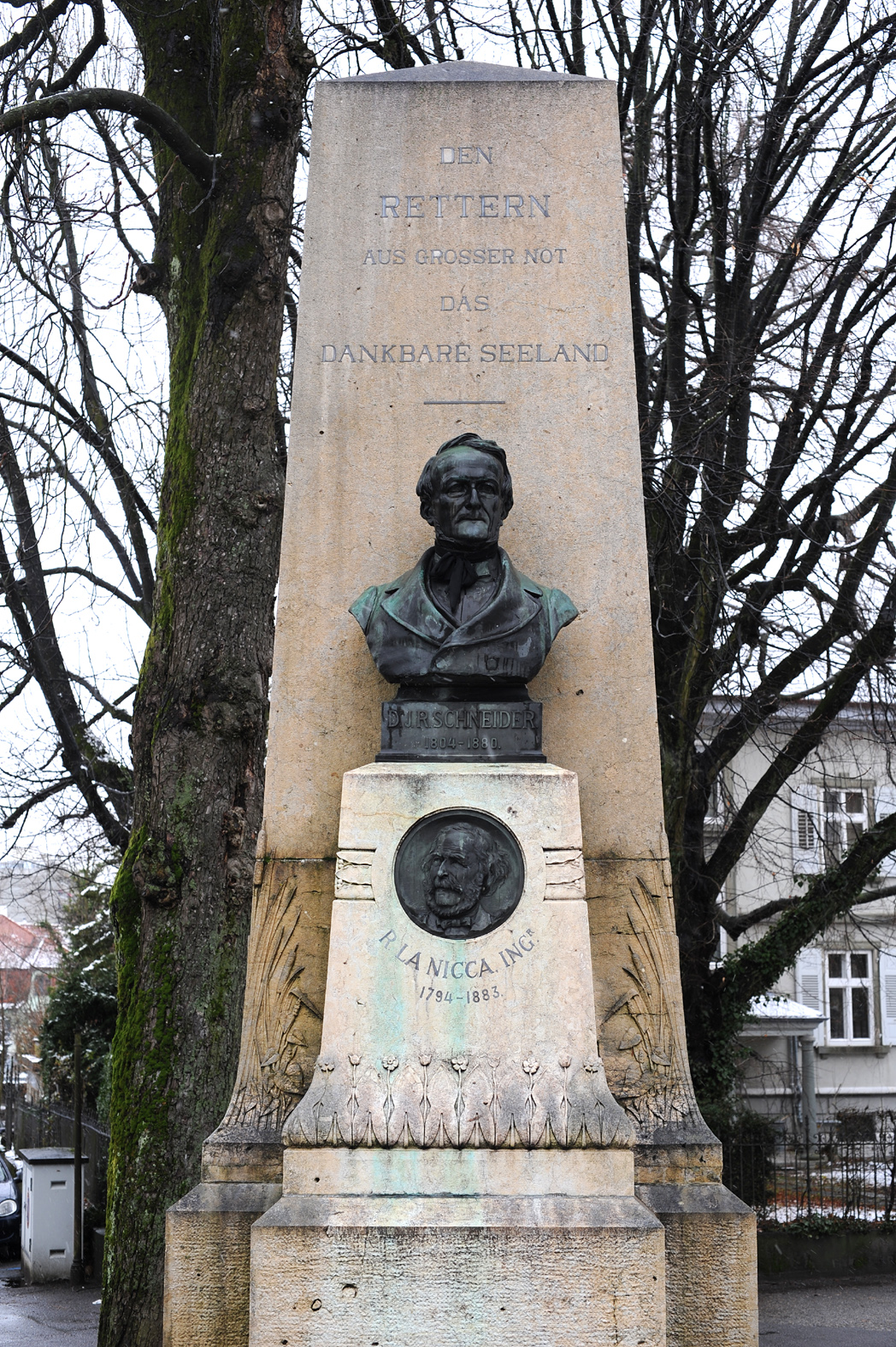
Monument érigé à Nidau en l'honneur de Schneider et de La Nicca.

Avec ces quatre canaux et divers barrages de régulation, la situation hydrologique du Seeland a changé : le niveau des lacs de Morat, Neuchâtel et Bienne s'est abaissé d'environ 2,7 mètres et ils forment comme un unique réservoir fonctionnant sur le principe des vases communicants. De plus, l'Aar passe dorénavant par le lac de Bienne.
Toutes ces modifications ont eu différentes conséquences sur les rives des lacs et sur la zone marécageuse intermédiaire. Les lacs ont diminué en superficie : le lac de Neuchâtel perdant 23,7 km2, le lac de Bienne 3,3 km2 et le lac de Morat 4,6 km2. Il fallut adapter divers éléments à ce nouveau niveau, notamment les bateaux à vapeur de grande taille qui effectuaient déjà un certain trafic sur les lacs, ainsi que les ports et les quais. Les travaux de la première correction des eaux du Jura ont eu les effets escomptés et sont considérés comme un succès. À Nidau, un monument est inauguré en 1908 en l'honneur de Johann Rudolf Schneider et de Richard La Nicca avec comme inscription « À ceux qui l’ont sauvé de sa grande détresse, le Seeland reconnaissant ». Cependant, des inquiétudes naquirent, concernant notamment l'affaissement d'anciennes tourbières dû à l'oxydation de la tourbe exposée à l'air par la baisse du niveau de l'eau. L'assèchement et l'aménagement des terrains plats entre les trois lacs ont pris quelques décennies mais ces terrains sont devenus de vastes zones agricoles.
La Nicca avait prévu la nécessité de la deuxième correction des eaux du Jura conçue pour consolider les résultats obtenus par la première.

#### Conséquences pour l'archéologie suisse
Les premiers témoignages connus concernant la présence de sites palafittiques dans la région des Trois-Lacs datent de la fin du Moyen Âge. Leur étude va cependant débuter durant la seconde moitié du XIXe siècle à la suite de la découverte par Ferdinand Keller du site d'Obermeilen au bord du lac de Zurich. Une véritable « fièvre lacustre » va alors animer les rives des lacs suisses et mener à de nombreuses découvertes. Ces sites se trouvent notamment sur les rives de Concise, Auvernier, Hauterive (village de Hauterive-Champréveyres) et Cortaillod au bord du lac de Neuchâtel et de Lüscherz (Locras) et Mörigen sur celui de Bienne. Le site de la Tène, qui n'est pas palafittique et qui prêtera son nom au second âge du fer est également identifié durant cette période. Les sites sont explorés, mais ils sont alors submergés, et les archéologues de l'époque (notamment Friedrich Schwab et Édouard Desor) doivent employer des pêcheurs pour extraire les vestiges à l'aide de longues pinces et de dragues. Cette période de « fièvre lacustre » va participer au rapide développement de l'archéologie suisse. Ainsi Neuchâtel, canton essentiellement dénué de tradition antiquaire avant le milieu du siècle accueillera le premier Congrès international d'archéologie préhistorique en son chef-lieu en 1866.

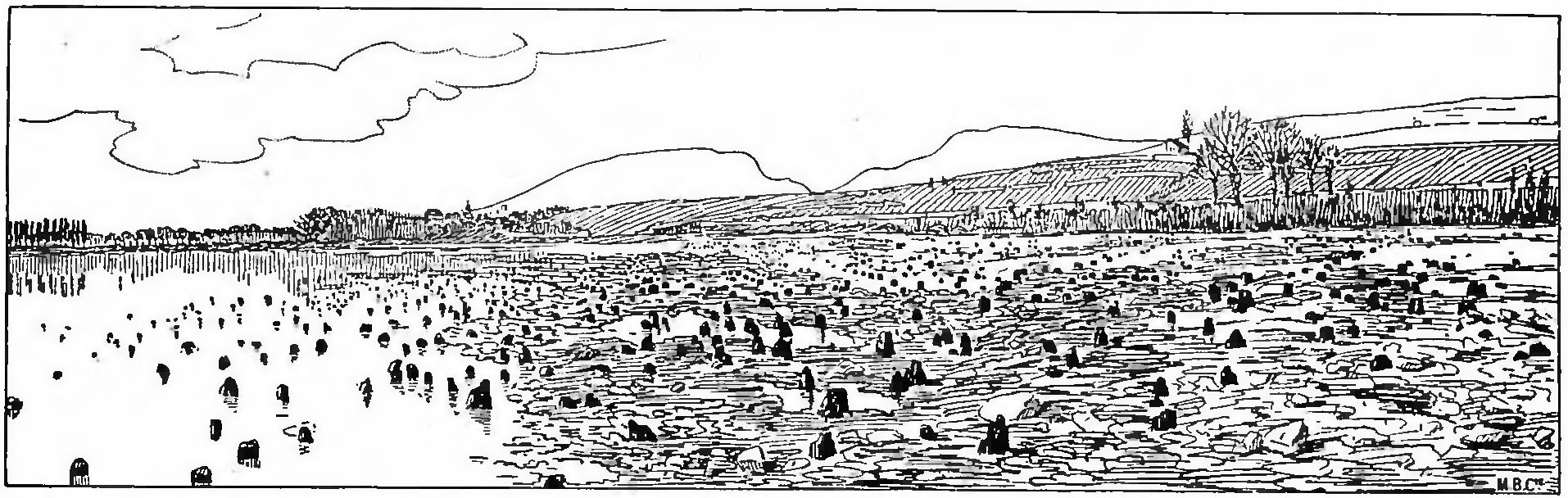
Pilotis du village néolithique d'Auvernier.

La première correction des eaux causera un abaissement des eaux d'environ 2,7 mètres. Plusieurs sites palafittiques sont ainsi exondés, les champs de poteaux signalant leur présence. La récolte des antiquités ainsi mises au jour prend alors des proportions inédites puisque que chacun peut désormais y accéder sans grande difficulté. Ainsi, des artefacts d'os et de bois de cerf sont mis en vente par exemple sur les marchés de La Neuveville et du Landeron et font peu à peu l'objet d'un commerce international soutenu. La demande est si importante que des contrefaçons commencent à apparaître.
Les sites découverts avant la correction sont revisités, et font l'objet de fouilles plus systématiques. Ces sites sont aujourd'hui datés du Néolithique moyen au Bronze final, sans continuité temporelle entre eux.

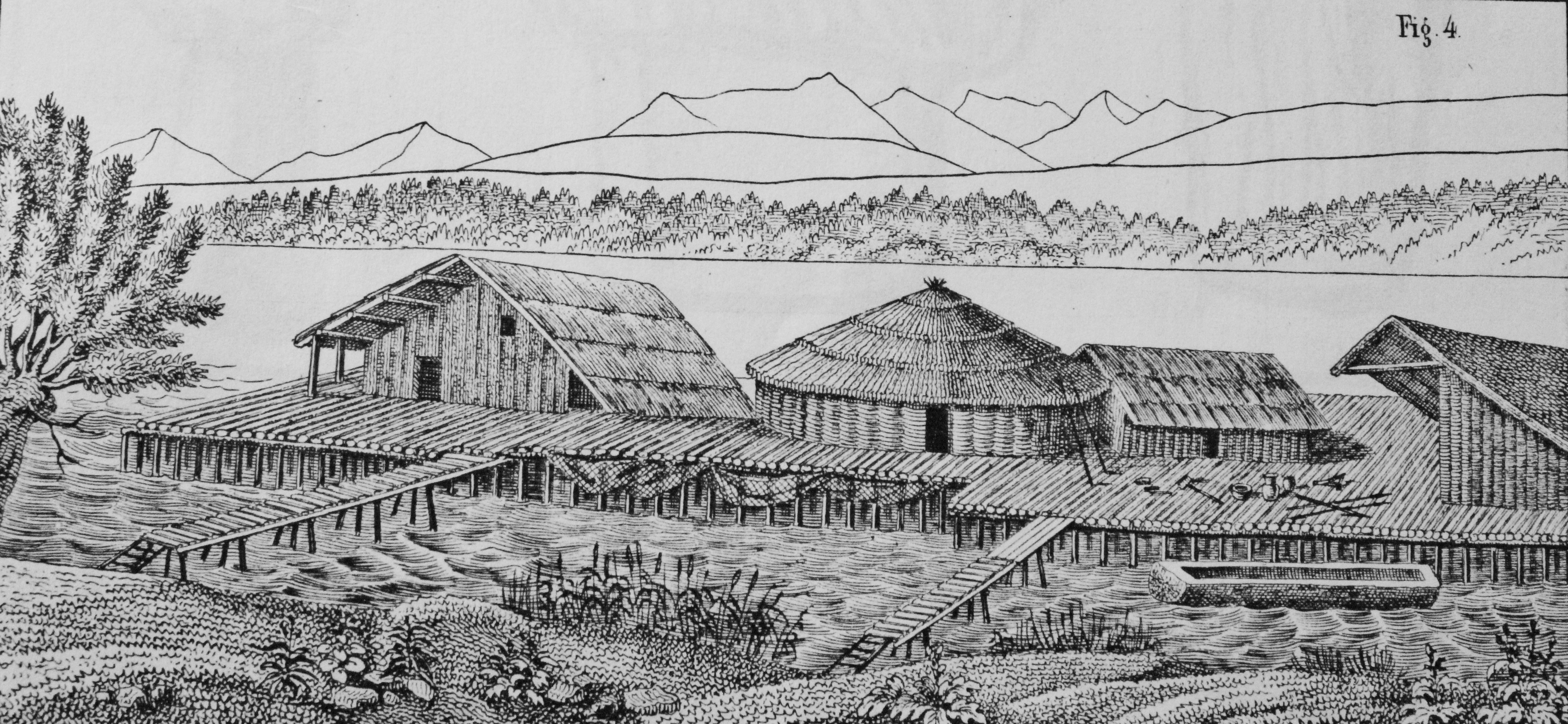
Interprétation de Ferdinand Keller des habitats lacustres.

En revanche, dès les premières découvertes et durant plusieurs décennies, les archéologues de l'époque, en particulier Ferdinand Keller, pensent voir là les vestiges d'une véritable « civilisation lacustre ». Cette civilisation se serait étendue de façon continue du Néolithique à l'âge du Fer et aurait eu un véritable mode de vie « amphibie ». Inspirés d'exemples polynésiens, Keller et ses contemporains imaginent les maisons situées directement au-dessus des flots, érigées sur des plateformes reliées entre elles par des passerelles. On sait aujourd'hui que les villages se trouvaient en retrait des flots, sur des terrains certes humides, mais loin de l'image romantique de l'époque. Pour le très jeune État fédéral, ce « peuple lacustre » est l'occasion de se construire un mythe fondateur. Ainsi, ce « peuple » forme une mythologie attrayante, il vit en plaine comme la plupart des Suisses actuels tout en étant très ancien, puisque précédant la conquête romaine. Au plan universel, la « civilisation lacustre » est perçue comme un nouveau chaînon de l'évolution humaine, qui offre, pour les périodes les plus récentes de la préhistoire, des attestations très parlantes car exceptionnellement bien conservées. Cette théorie lacustre sera à l'origine d'un intense courant artistique et idéologique. À la fin des années 1920, des fouilles sont entreprises au bord du lac Feder en Allemagne qui mettront en doute puis mèneront à l'abandon progressif de la théorie lacustre. Pourtant, l'image des sites palaffitiques directement au-dessus de la surface de l'eau est restée bien présente dans l'imaginaire collectif.
L'ampleur des fouilles lancées par des personnes privées, la quantité de contrefaçons et l'exportation des vestiges vont progressivement forcer les cantons à intervenir. Avec la correction et l'accessibilité accrue aux sites en raison de la baisse du niveau de l'eau, la nécessité de légiférer devenait pressante. L'exportation des vestiges avait en effet pris des proportions impressionnantes, aucune période temporelle ou région d'Europe (non-Méditerranéenne) n'étant par exemple aussi bien représentée dans les musées américains que les sites lacustres, principalement suisses. Berne est le premier canton à réagir, en 1873, en décrétant que seul le canton est habilité à mener des fouilles archéologiques, et que tout le mobilier en étant issu lui appartient. Les mesures des cantons, marquées par l'improvisation face à une situation inédite sont de plusieurs types : interdictions ponctuelles des fouilles, établissement de permis de fouilles, organisation exclusive de fouilles par les autorités cantonales. Contrairement à d'autres grands travaux de l'époque comme la construction ferroviaire, la correction est issue d'une initiative étatique. C'est pourquoi, selon Kaeser, son caractère politique aurait favorisé l'intervention des autorités, soucieuses de protéger un patrimoine qu'elles-mêmes mettaient en danger. De plus, en l'absence encore de lois sur la protection du patrimoine archéologique, la situation de ces vestiges archéologiques, dans les lacs ou sur leurs rives, en faisait de facto la propriété de l’État. Ces mesures forment ainsi les prémices des lois de protection du patrimoine, dès le début du XXe siècle.

### Mise en service en 1939 du barrage de régulation de Port

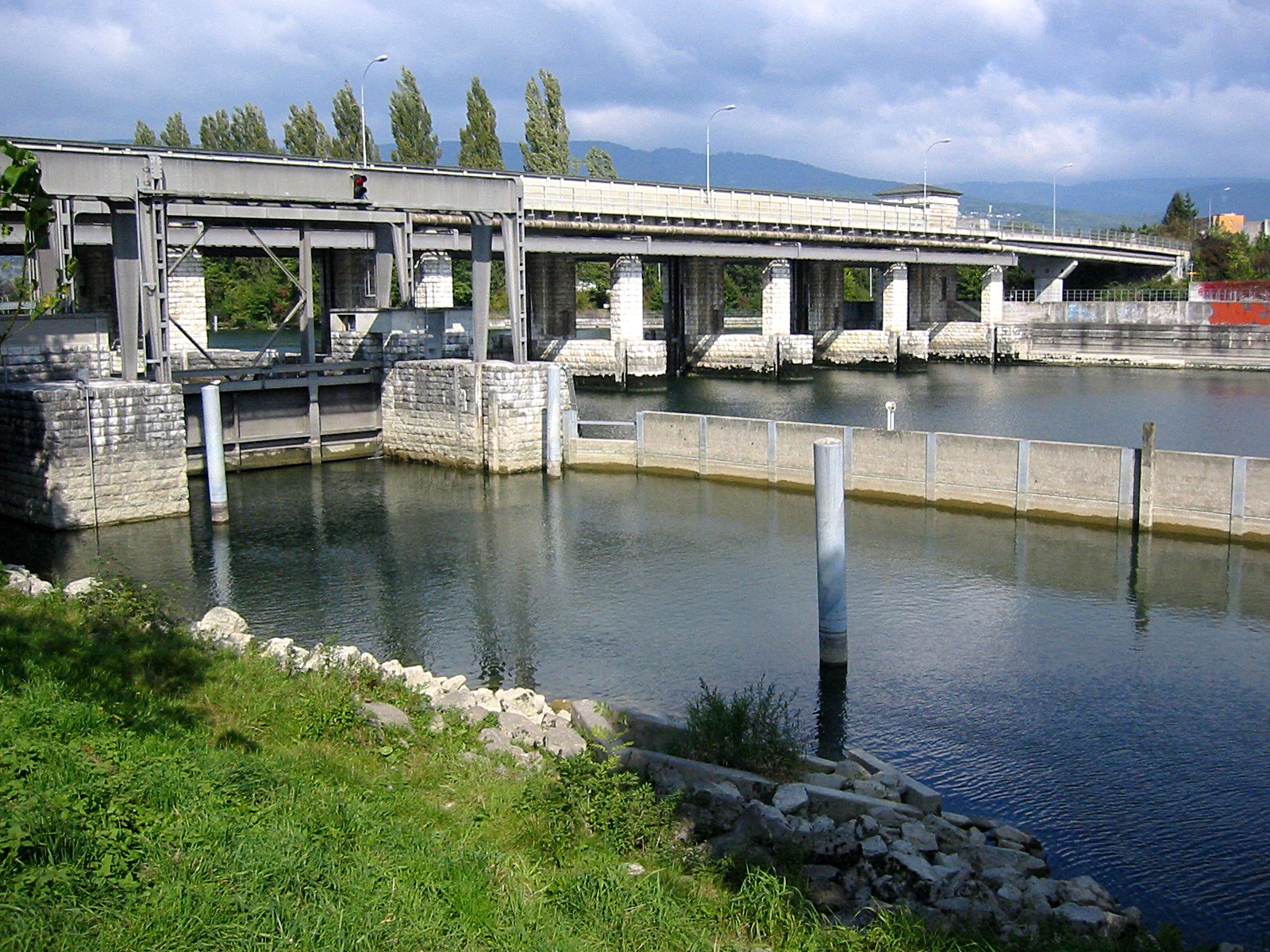
Barrage de régulation de Port.

Durant la première correction, un barrage provisoire est édifié sur le canal de Nidau-Büren afin de maintenir le niveau d'eau dans le lac de Bienne. De capacité insuffisante, il est rapidement remplacé par un nouvel ouvrage en 1887.
Celui-ci montre ses limites, notamment lors d'une crue en 1910. Les cantons de Vaud, Neuchâtel et Fribourg demandent sa destruction, mais il ne sera que modifié en 1911 et 1915 avant la construction du nouveau barrage de régulation de Port en 1936, achevée en 1939 : ce barrage permet le contrôle du niveau des trois lacs et du débit de l'Aar, les trois lacs servant de zone tampon absorbant les eaux de l'Aar en cas de crue.

### Seconde correction (1962-1973)
Les travaux de la seconde correction furent moins lourds que ceux de la première. En partie déjà envisagés par La Nicca, ces travaux se sont déroulés entre 1962 et 1973. Ils ont essentiellement porté sur la construction du barrage de régulation de Flumenthal. Le cours de l'Aar a de nouveau été corrigé entre Büren et Flumenthal afin de faire disparaître le verrou de l'Emme. Les canaux de la Broye, de la Thielle et Nidau à Büren and der Aare ont été élargis et approfondis, leurs rives étant aussi aménagées.
Cette seconde correction des eaux du Jura a permis de réduire encore les variations de niveau des trois lacs : d'une part, le niveau des hautes eaux a été adapté à l'affaissement des terres, c'est-à-dire abaissé d'un mètre environ ; d'autre part, le niveau d'étiage a été relevé de presque un mètre, au profit de la navigation fluviale, de la pêche et du paysage. L'Aar est navigable entre Bienne et Soleure, un service régulier de bateaux y a d'ailleurs été établi.
Le potentiel des rives des lacs étant connu, la dimension archéologique est prise en compte dès le lancement du projet. Hanni Schwab est ainsi nommée directrice des travaux archéologiques en 1962 pour l'ensemble de la correction, sur tous les territoires cantonaux considérés. Si les découvertes réalisées dans ce cadre sont importantes et permettront à Hanni Schwab de publier quatre monographies, les fouilles liées à la construction des autoroutes suisses tendront à éclipser l'impact de cet organisme supracantonal dans la professionnalisation de l'archéologie suisse. Les fouilles liées à la seconde correction entraîneront d'innombrables découvertes ponctuelles, en particulier sur les rives des canaux réaménagés, ainsi qu'à la fouille notamment de deux sites fameux : le pont celtique de Cornaux (NE) et l'oppidum celtique du Mont-Vully.
Depuis l'achèvement de la seconde correction des eaux du Jura, aucune grande inondation n'a eu lieu dans le Seeland, jusqu'en mai 2015. Au début du mois, d'importantes précipitations causent des crues et des inondations dans toute la Suisse romande. Le lac de Neuchâtel dépasse d'un mètre son niveau habituel, le niveau d'alerte crue monte à 4 sur 5,.

## Condition de Murgenthal
La « condition de Murgenthal » est une règle fixée dans le cadre de la correction des eaux du Jura. Elle stipule que le débit de l'Aar ne doit pas dépasser 850 m3/s à la station limnimétrique de Murgenthal qui est située en aval de la confluence de l'Aar et de l'Emme.
Quand le débit de l'Emme augmente, le débit de l'Aar augmente également en aval de leur confluence, ce qui peut engendrer des crues en aval dans les cantons de Soleure et d'Argovie. Ainsi, la « condition de Murgenthal » fixe le débit que l'Aar ne doit pas dépasser : si le débit augmente trop, le barrage de Port limite le débit de l'Aar en amont, les trois lacs servant à absorber la crête de la crue de l'Aar ; une fois que le débit de l'Emme le permet, le barrage de régulation de Port laisse de nouveau passer l'Aar avec un fort débit.

## Situation au début duXXIesiècle
La correction des eaux du Jura a mis en place un système de gestion du débit de l'eau dans l'Aar. Cette situation a cependant montré ses limites avec la survenue d'inondations. En effet, en août 2007, le débit de l'Aar est monté à 1 260 m3/s à Murgenthal et le lac de Bienne a dépassé sa limite de crue de 54 centimètres. Quelques années plus tard, au printemps 2015, le niveau du lac de Neuchâtel dépasse de 1 m son niveau normal, de nombreuses caves sont inondées.
En 2018, l'idée d'une troisième correction commence à prendre forme avec la réunion de députés des cantons de Berne, Fribourg, Neuchâtel, Soleure et Vaud. En effet, la région du Seeland est devenue centrale pour l'approvisionnement agricole suisse, mais les systèmes de drainage et d'irrigation doivent être revus. De plus, avec le réchauffement climatique, des étés plus chauds et secs sont prévus, la nappe phréatique sous l'ancien Grand-Marais sera mise en péril. Le projet propose donc la construction de liaisons permettant son alimentation avec les eaux de l'Aar et de la Sarine. Le coût du projet est estimé à 1 milliard de francs suisses. L'idée est accueillie avec scepticisme de la part des milieux de protection de la nature, ceux-ci jugeant que les espèces du marais de la Grande Cariçaie seraient mises en danger par ses travaux. La fondation suisse pour la protection et l'aménagement du paysage considère qu'une nouvelle correction ne réglerait pas le problème et ne ferait que le repousser d'une vingtaine d'années.